# قرار مجلس الأمن التابع للأمم المتحدة رقم 1574
رحب قرار مجلس الأمن التابع للأمم المتحدة 1574، الذي اتخذ بالإجماع في اجتماع عُقد في نيروبي، كينيا، في 19 تشرين الثاني / نوفمبر 2004، بعد التذكير بالقرارات 1547 (2004) و1556 (2004) و1564 (2004)، بالجهود السياسية لحل النزاعات في وجدد السودان استعداده لإنشاء بعثة لدعم تنفيذ اتفاقية السلام الشامل.
وقد اعتمد القرار في أول اجتماع لمجلس الأمن يعقد خارج مقره في مدينة نيويورك منذ 14 عاما؛ وهو الاجتماع الرابع الذي عقد خارج المقر منذ عام 1952.

## القرار

### أعمال
وقد تم تشجيع كل من الحكومة السودانية وجيش التحرير الشعبي السوداني على بذل المزيد من الجهود للتوصل إلى اتفاق سلام نهائي، وبعد ذلك سيتم إنشاء عملية لحفظ السلام لمراقبة ودعم تنفيذها. وفي الوقت نفسه، تم تمديد ولاية بعثة الأمم المتحدة المتقدمة في السودان (UNAMIS) لمدة ثلاثة أشهر حتى 10 مارس 2005، وأشاد المجلس بعملها التحضيري. وطُلب إيصال المساعدة الإنسانية إلى المنطقة.
كما طالب القرار الحكومة والقوات المتمردة وجميع الجماعات المسلحة بإنهاء جميع أعمال العنف والهجمات على الفور وتيسير سلامة العاملين في المجال الإنساني في دارفور. وصادق على قرار الاتحاد الأفريقي بتوسيع مهمته في دارفور إلى 3320 فردا.
أرفق في مرفق القرار 1574 إعلان بشأن اختتام المفاوضات بقيادة الهيئة الحكومية الدولية للتنمية (إيقاد).

## روابط خارجية
- نص القرار في undocs.org